# Carcinoscorpius rotundicauda
Carcinoscorpius rotundicauda (лат.) — вид хелицеровых из отряда мечехвостов.

## Анатомия

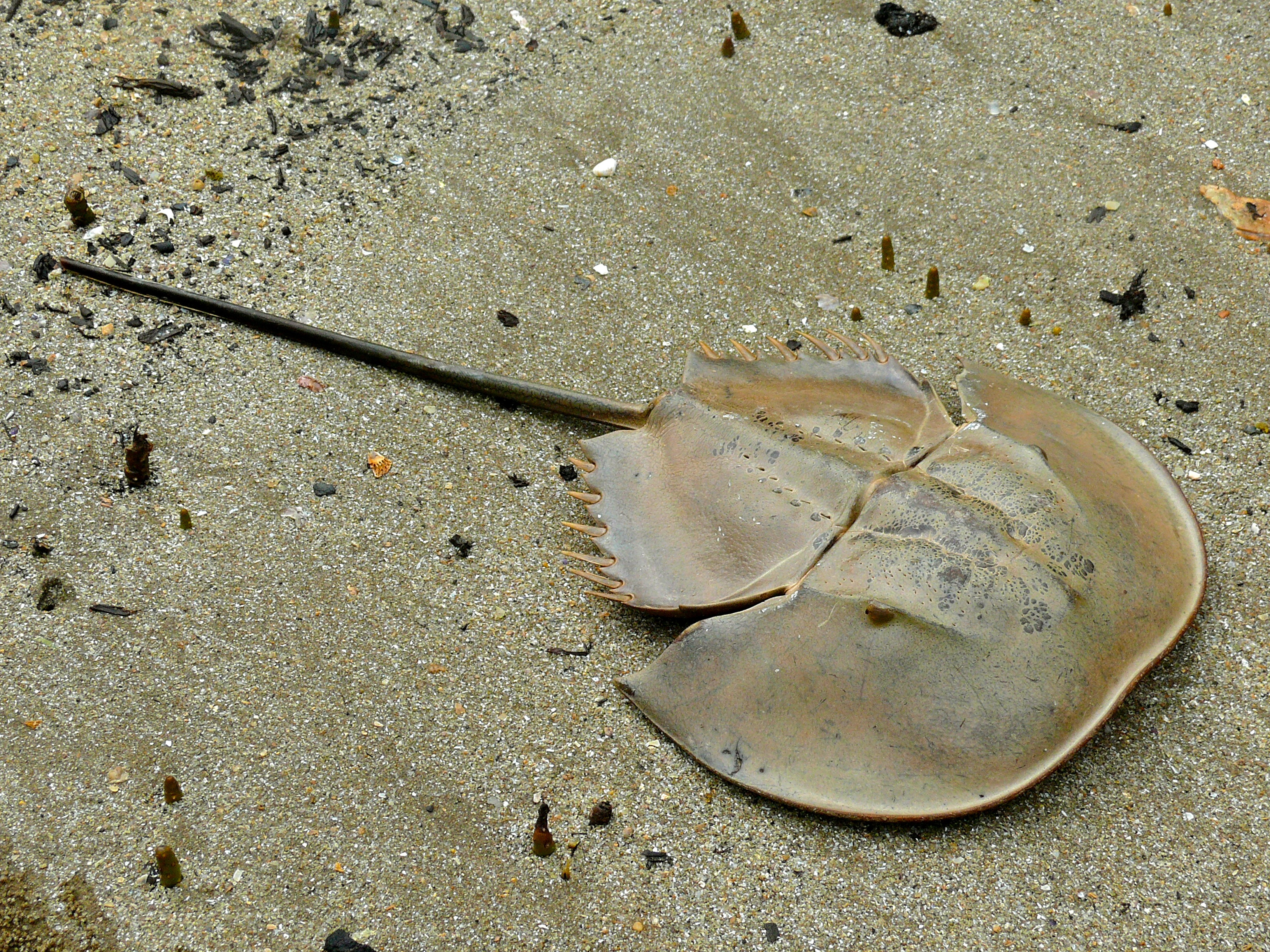
Carcinoscorpius rotundicauda в национальном парке Бако, Малайзия

Тело состоит из просомы, опистосомы и хвоста.

## Питание
Рацион составляют личинки насекомых, мелкая рыба, небольшие крабы, малощетинковые черви, а также двустворчатые.

## Распространение
Распространён в водах Индии, Бангладеш, Индонезии, Малайзии, Сингапура, Таиланда, Камбоджи, Вьетнама, Китая (в том числе на Гонконге). Их также замечали на Шри-Ланке, Филиппинах и в Мьянме, но здесь речь идёт о неподтверждённых наблюдениях.

## Хозяйственное значение
Местные рыбаки вылавливают тысячи мечехвостов.
Кровь используется в медицине, икра считается деликатесом и входит в состав тайского салата yam khi maeng da (ยำไข่แมงดา).
Имеются случаи отравлений (даже смертельных) при потреблении этих мечехвостов в пищу, когда их путали с представителями вида Tachypleus gigas, в отличие от которого Carcinoscorpius rotundicauda содержат тетродотоксин.